# Polystichum crenulatum
Polystichum crenulatum là một loài dương xỉ trong họ Dryopteridaceae. Loài này được Chevall. mô tả khoa học đầu tiên năm 1827.
Danh pháp khoa học của loài này chưa được làm sáng tỏ. 